# Råstadepån

Råstadepån är en av Storstockholms Lokaltrafiks bussdepåer, belägen i den norra delen av stadsdelen Ör inom Sundbybergs kommun. 
Anläggningen uppfördes åren 1961-1963 för dåvarande SJs busstrafik (Solna billinjegrupp) och ersatte två nedslita och omoderna bussgarage, ett i Ritorp och ett i anlutning till Sundbybergs station. Råsta ansågs då som ett av Europas största och modernaste bussgarage.
I samband med samordningen av kollektivtrafiken i Stockholms län övertogs anläggningen och dess verksamhet år 1969 av SL.
Här finns plats för 250 bussar. Personalen uppgår till 750 personer 
Busstrafiken som utgår från Råstadepån kördes från hösten 2011 av Arriva (numer VR) fram till hösten 2024 då Keolis Sverige AB tog över trafiken på uppdrag av Storstockholms Lokaltrafik.